# Citalopram
Citalopramul este un medicament antidepresiv din clasa inhibitorilor selectivi ai recaptării serotoninei (ISRS), fiind utilizat în tratamentul tulburării depresive majore, tulburării obsesiv-compulsive, tulburărilor de panică și a fobiei sociale. Căile de administrare disponibile sunt intravenoasă și orală.
Molecula a fost aprobată pentru uz medical în Statele Unite ale Americii în anul 1998. Se află pe lista medicamentelor esențiale ale Organizației Mondiale a Sănătății. Este disponibil sub formă de medicament generic.